# Daiki Yamamoto
Daiki Yamamoto (山本 大稀 Yamamoto Daiki?, nacido el 25 de marzo de 1992 en Osaka) es un exfutbolista japonés. Jugaba de centrocampista y su último club fue el Tochigi SC de Japón.

## Trayectoria

### Clubes
| Club            | País  | Año         |
| --------------- | ----- | ----------- |
| Gainare Tottori | Japón | 2014 - 2015 |
| Tochigi SC      | Japón | 2016        |

## Estadística de carrera

### J. League
| Club            | Año   | J. League | J. League | Copa J. League | Copa J. League | Total | Total |
| Club            | Año   | Part.     | Goles     | Part.          | Goles          | Part. | Goles |
| --------------- | ----- | --------- | --------- | -------------- | -------------- | ----- | ----- |
| Gainare Tottori | 2014  | 15        | 0         | -              | -              | 15    | 0     |
| Gainare Tottori | 2015  | 30        | 4         | -              | -              | 30    | 4     |
| Tochigi SC      | 2016  | 20        | 1         | -              | -              | 20    | 1     |
| Total           | Total | 65        | 5         | 0              | 0              | 65    | 5     |